# Парк 1000-летия Ярославля
Парк 1000-летия Ярославля — парк в центральной части города Ярославля, на Которосльной набережной. Авторы проекта парка — член Союза архитекторов РФ Василий Гребенщиков и архитектор Николай Кудряшов.

## История
Строительство парка 1000-летия Ярославля на берегу Которосли, на месте бывшего ипподрома, началось в 2009 году и было частью программы подготовки к празднованию 1000-летия города.
Финансирование строительства осуществлялось за счёт средств из городского бюджета, а также сторонних инвесторов. 14 сентября 2009 года в парке появились первые деревья, в посадке которых участвовали Валентина Терешкова и Борис Грызлов.
Открытие парка состоялось 9 сентября 2010 года, за день до начала юбилейных торжеств.
В парке установлен подарок городу от Зураба Церетели, скульптура символа города — медведя.
В августе 2017 года в парке 1000-летия был открыт скейт-парк

## Галерея

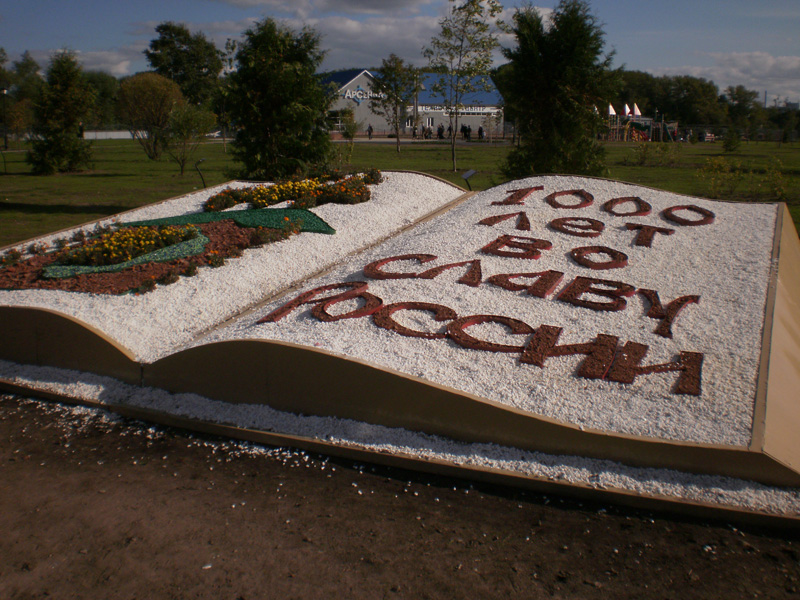
Украшение к юбилею города
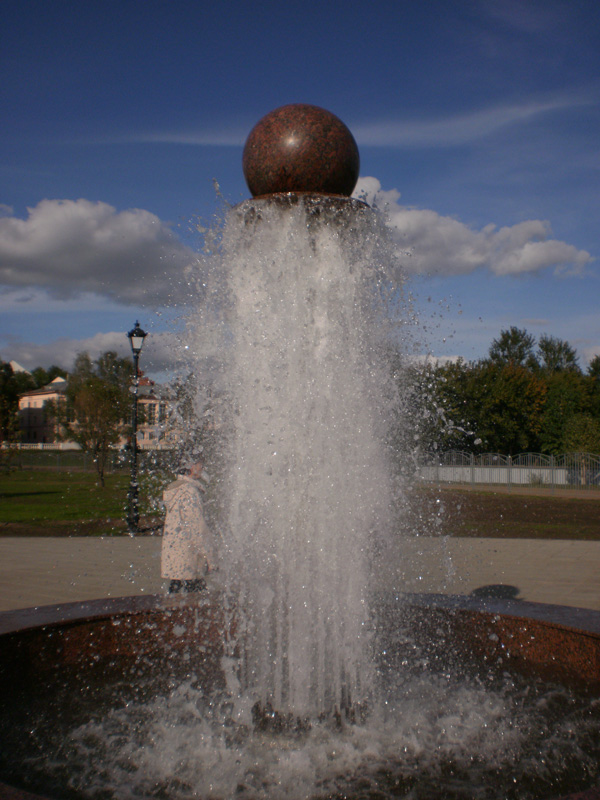
Фонтан
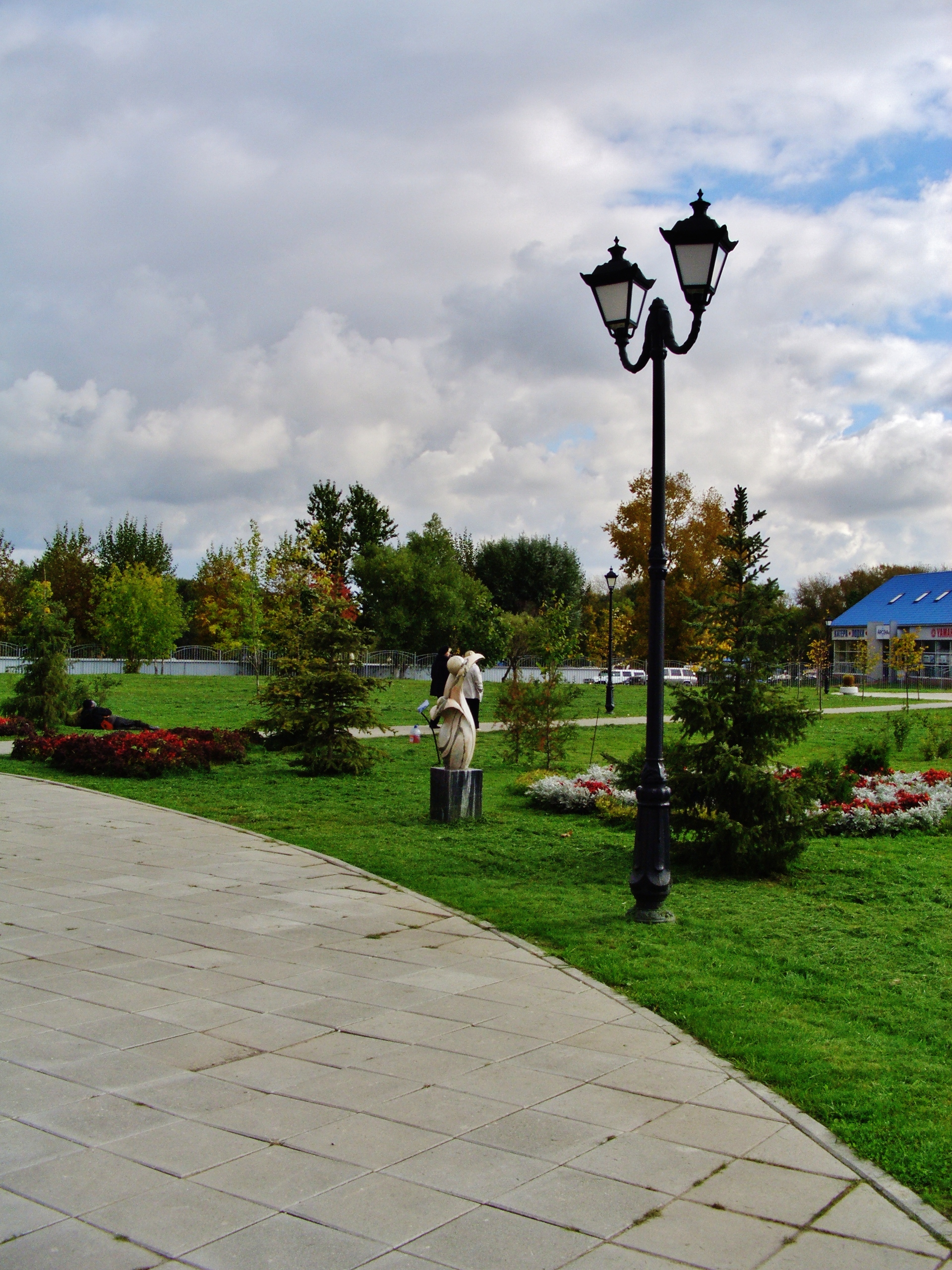
Украшения парка
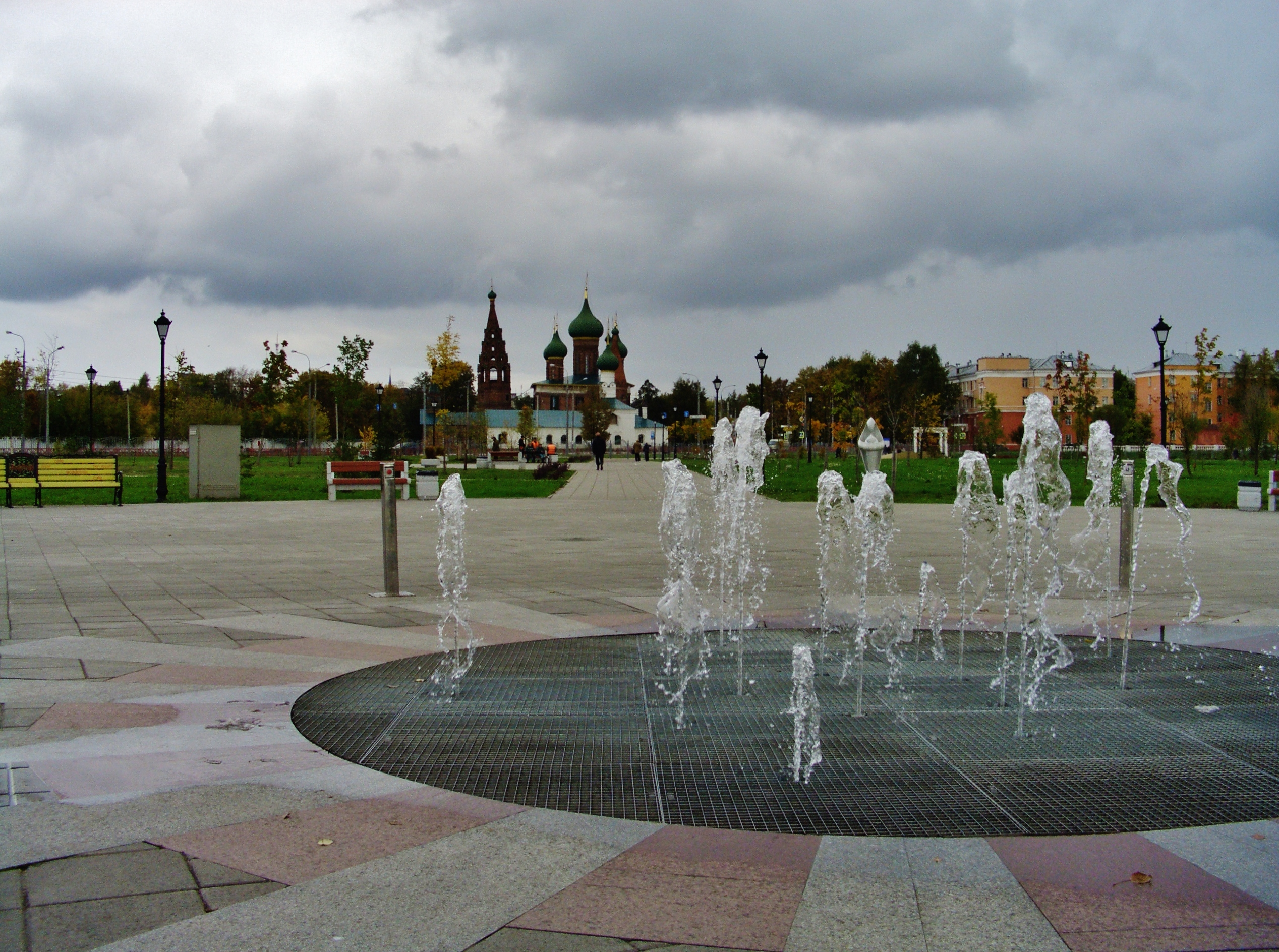
Фонтан
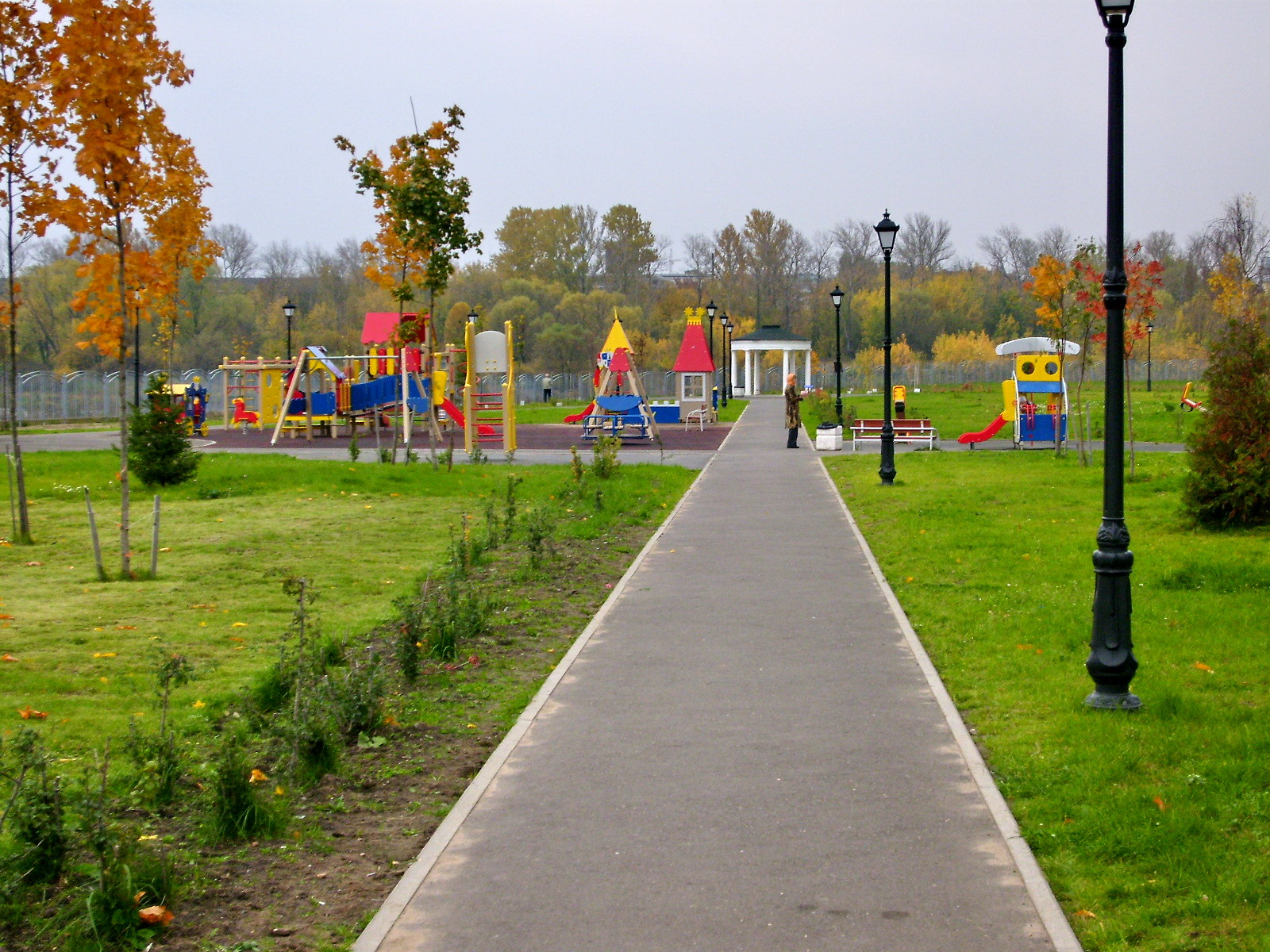
Детская площадка
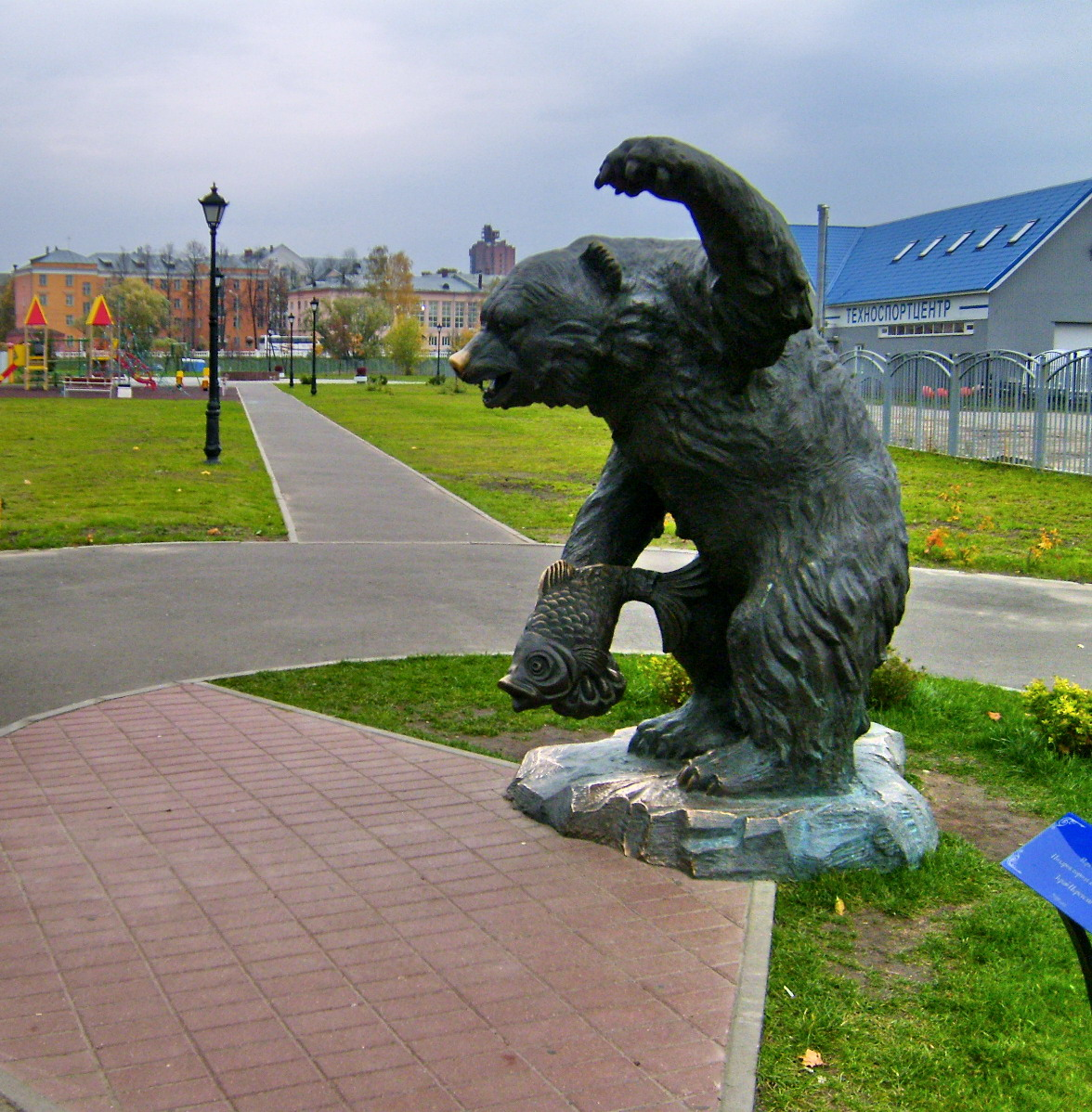
Скульптура медведя